# Tharrhalea
Tharrhalea L. Koch, 1875 è un genere di ragni appartenente alla famiglia Thomisidae.

## Distribuzione
Le 11 specie note di questo genere sono state rinvenute in Australia (2 specie), Asia sudorientale (6 specie) e Madagascar (3 specie): la specie dall'areale più vasto è la T. albipes, rinvenuta in Australia settentrionale e in Nuova Guinea

## Tassonomia
Non sono stati esaminati esemplari di questo genere dal 1995.
A gennaio 2015, si compone di 11 specie:
1. Tharrhalea albipes L. Koch, 1875[2] — Nuova Guinea, Australia settentrionale
2. Tharrhalea bicornis Simon, 1895 — Filippine
3. Tharrhalea cerussata Simon, 1886 — Madagascar
4. Tharrhalea fusca (Thorell, 1877) — Celebes
5. Tharrhalea irrorata (Thorell, 1881) — Queensland
6. Tharrhalea luzonica (Karsch, 1880) — Filippine
7. Tharrhalea maculata Kulczyński, 1911 — Nuova Guinea
8. Tharrhalea mariae Barrion & Litsinger, 1995 — Filippine
9. Tharrhalea semiargentea Simon, 1895 — Madagascar
10. Tharrhalea superpicta Simon, 1886 — Madagascar
11. Tharrhalea variegata Kulczyński, 1911 — Nuova Guinea